# Nou ateisme

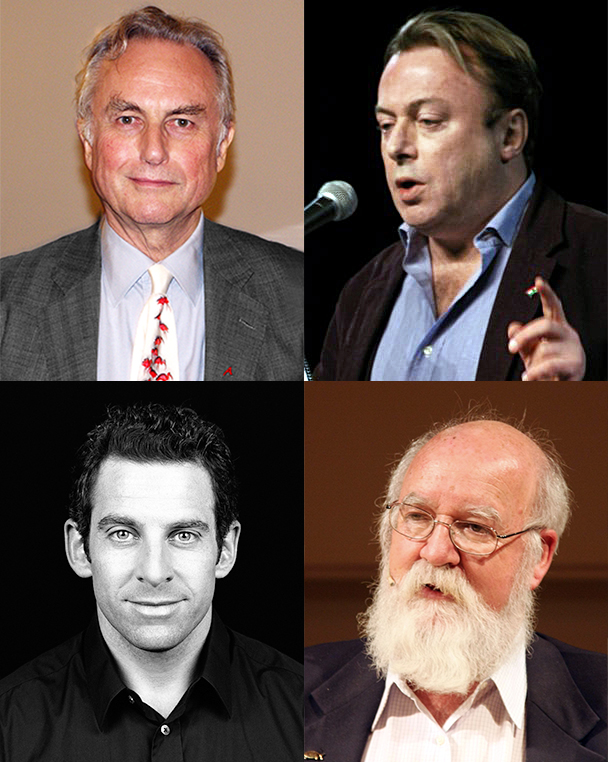
Richard Dawkins, Christopher Hitchens, Sam Harris and Daniel Dennett.

Nou ateisme és el terme que fa referència a un moviment dins d'ateisme al segle xxi.
El nou ateisme és un moviment molt crític amb la religió. Estableix que l'ateisme, basat en el fort avanç científic en els últims anys, ha arribat a un punt segons el qual ha de deixar de tenir una actitud tan acomodatícia amb la religió, la superstició i el fanatisme religiós com ha vingut tenint fins ara i que ha estat estesa pels moviments seculars i alguns moviments ateus.
Segons la cadena CNN, el que els nous ateus comparteixen és la idea que la religió no hauria simplement ser tolerada, sinó portada a l'anàlisi i crítica mitjançant arguments racionals, allà on la seva influència creix.
Apareix el novembre de 2006 a la revista Wired i s'aplica, algunes vegades de forma pejorativa, a la sèrie de sis supervendes de cinc autors que van aparèixer en el període 2004-2008. Aquests autors són Sam Harris, Daniel C. Dennett, Richard Dawkins, Victor J. Stenger i Christopher Hitchens. La representació de Harris, Dawkins, Dennett i Hitchens ha estat també anomenada " els quatre genets ", a partir d'un debat en 2007.